# Gheranda Samhita
Gheranda Samhita (Sanskrit gheraṇḍasaṁImpacteā घेरंडसंहिता) significa “Gheranda la col·lecció” és un dels tres textos clàssics del hatha ioga (juntament amb el Hatha Ioga Pradipika i el Shiva Samhita). D'autor desconegut és un text tardà de segle 17, considerat el més enciclopèdic dels tres textos clàssics.
Gheranda Samhita és un manual de ioga on Gheranda instrueix a Chanda Kapali. A diferència d'altres textos del hatha ioga, el Gheranda Samhita parla de set camins del ioga:
1. Shatkarma per purificar
2. Asana per enfortir
3. Mudra per regular
4. Pratyahara per calmar (mitjançant la interiorització dels sentits tot retirant l'atenció dels objectes sensorials externs)
5. Pranaiama per la claredat
6. Dhyana per la percepció
7. Samādhi per l'aïllament

El text segueix aquesta divisió en set capítols.
A diferència del Ioga Sūtras de Patañjali que descriu un vuité camí. Afegeix el dharanales i no es consideren independents les regles morals yama i niyama.
Les estrofes finals ensenyen mètodes diferents per assolir el samadhi als descrits per Patanjali.
Exposa que existeixen tantes asanes com espècies d'animals. Segons el text, el déu xiva va ensenyar com a mínim 8.400.00 postures de les quals 84 són importants. Al text se'n descriuen 32.
El text se centra en el ṣunṭkarmas (shatkarma), per això és utilitzat per descriure el ghatastha ioga.